# Mean Street Posse
Mean Street Posse era un grupo Heel que luchó en la World Wrestling Federation. Está formado por Pete Gas, Rodney y Joey Abs. Era un grupo de clase alta se distingian por usar chalecos y pantalones de vestir

## Historia
Gas y Rodney fueron legítimos amigos de la escuela de Shane McMahon , mientras que Joey Abs ya era un luchador profesional que fue contratado para ser "trabajador" del grupo. La pandilla se alió estrechamente con Shane McMahon , a menudo ayudando a defender el Campeonato Europeo a lo largo de principios de 1999. También trató de ayudar a derrotar Shane a Test en SummerSlam , pero no tuvieron éxito. Después de su alianza con Shane se redujo al mínimo, la pandilla fueron relegados a ser luchadores , perdiendo ante equipos como los Dudley Boyz, The Hollys y Too Cool. A pesar de ello, Gas se las arreglaba para mantener brevemente el Campeonato Hardcore . En WrestleMania 2000 , los tres miembros de la pandilla breve iba a ganar el Campeonato de Lucha Violenta. A continuación, comenzó un breve programa con Edge & Christian, en el que se contrató a la pandilla para robar el campeonato por equipos de los Hardy Boyz. En el episodio del 8 de octubre de 2000 de Heat, Gas y Rodney enfrentaron a The Hardy Boyz para el título, pero no tuvieron éxito. Abs participó entonces en una historia corta duración con Stephanie McMahon, donde se reveló que eran ex-amantes.

## Después de su división
En 2000, Mean Street Posse se trasladó a Memphis Championship Wrestling , un territorio de desarrollo de la WWF. Mientras que en MCW, Mean Street Posse logró ganar varios títulos antes de ser liberado de su contrato en junio de 2001. El 10 de diciembre de 2007, Raw celebró su 15o aniversario especial y Gas representó Mean Street Posse en un 15o aniversario de Royal Rumble, donde fue eliminado posteriormente por Bart Gunn.
En 2009, WWE.com entrevistó a Mean Street Posse, como parte de la página web de "¿Dónde están ahora?". Los tres miembros se han jubilado de la lucha libre, como Pete Gas ahora trabaja para el Banco Mundial Mason , una empresa de suministros de oficina, Rodney es dueño de su propia gestión del paisaje compañía en Glen Ridge, Nueva Jersey y Joey Abs vive con su familia, y tiene una tienda de reparación de automóviles.

## Campeonatos y logros
- Memphis Championship Wrestling
  - MCW Hardcore Championship (1 vez) — Abs
  - Memphis Wrestling Sur Heavyweight Championship (2 veces) — Abs
  - MCW Sur Tag Team Championship (2 veces) — Abs y Rodney
- World Wrestling Federation
  - WWE Hardcore Championship (4 veces) — Gas (2), Rodney (1) y Abs (1)

- Datos: Q3853440